# Max Verstappen
Max Emilian Verstappen (Hasselt, 30 settembre 1997) è un pilota automobilistico olandese con cittadinanza belga, attivo in Formula 1 con la Red Bull, scuderia con la quale si è laureato campione del mondo per 4 volte consecutive (2021, 2022, 2023, 2024).
Considerato uno dei migliori piloti della storia, ha debuttato in F1 nel 2015 al volante della Toro Rosso, per poi essere promosso nella Red Bull Racing a metà 2016. Nello stesso anno, trionfando nel Gran Premio di Spagna, è diventato il più giovane pilota ad aver vinto una gara del campionato del mondo di Formula 1, a soli 18 anni e sei mesi. Nel 2022 è diventato il pilota con più vittorie in una stagione, 15, superando il precedente record di 13, appartenente ex aequo ai tedeschi Michael Schumacher (stagione 2004) e Sebastian Vettel (stagione 2013); l'anno successivo ha nuovamente migliorato il record, raggiungendo 19 successi.
Il suo numero di gara è il 33, ma dal 2022 utilizza il numero 1 in quanto campione del mondo in carica.
Verstappen è il primo pilota olandese ad aver ottenuto almeno una vittoria in gara e un Campionato mondiale piloti di Formula 1.

## Biografia
Max Emilian Verstappen è nato il 30 settembre 1997 ad Hasselt, in Belgio, figlio del pilota olandese Jos Verstappen e della pilota belga (fiamminga) Sophie Kumpen. Sophie, che si è separata da Jos nel 2008, ha dichiarato che Max è a tutti gli effetti belga, e che "l'unica identificazione che Max ha è belga". Max, tuttavia, che dopo la separazione dei genitori è andato a vivere col padre (mentre la sorella Victoria è andata a vivere con la madre), ha dichiarato nel 2014 di "sentirsi più olandese", proprio perché ha passato più tempo con suo padre che con sua madre. Nel 2022 Max ha dichiarato di apprezzare entrambe le sue nazionalità e di essere "mezzo e mezzo in fin dei conti".
Suo padre ha gareggiato in Formula 1, mentre sua madre ha corso come pilota di kart; quest'ultima è nipote di Paul Kumpen e cugina di Anthony Kumpen, anch'essi piloti automobilistici professionisti.
Verstappen gareggia con licenza dei Paesi Bassi e possiede sia la nazionalità belga sia quella olandese, ed è cresciuto nella cittadina belga di Bree.

## Vita privata
Dall'ottobre 2020 ha una relazione con Kelly Piquet, figlia di Nelson, che già ha un figlio da una trascorsa relazione con Daniil Kvjat. Il 6 dicembre 2024 la coppia Verstappen-Piquet annuncia l'attesa del loro primo figlio. Il 1° maggio 2025 è diventato padre di una bambina.

## Carriera

### Gli inizi

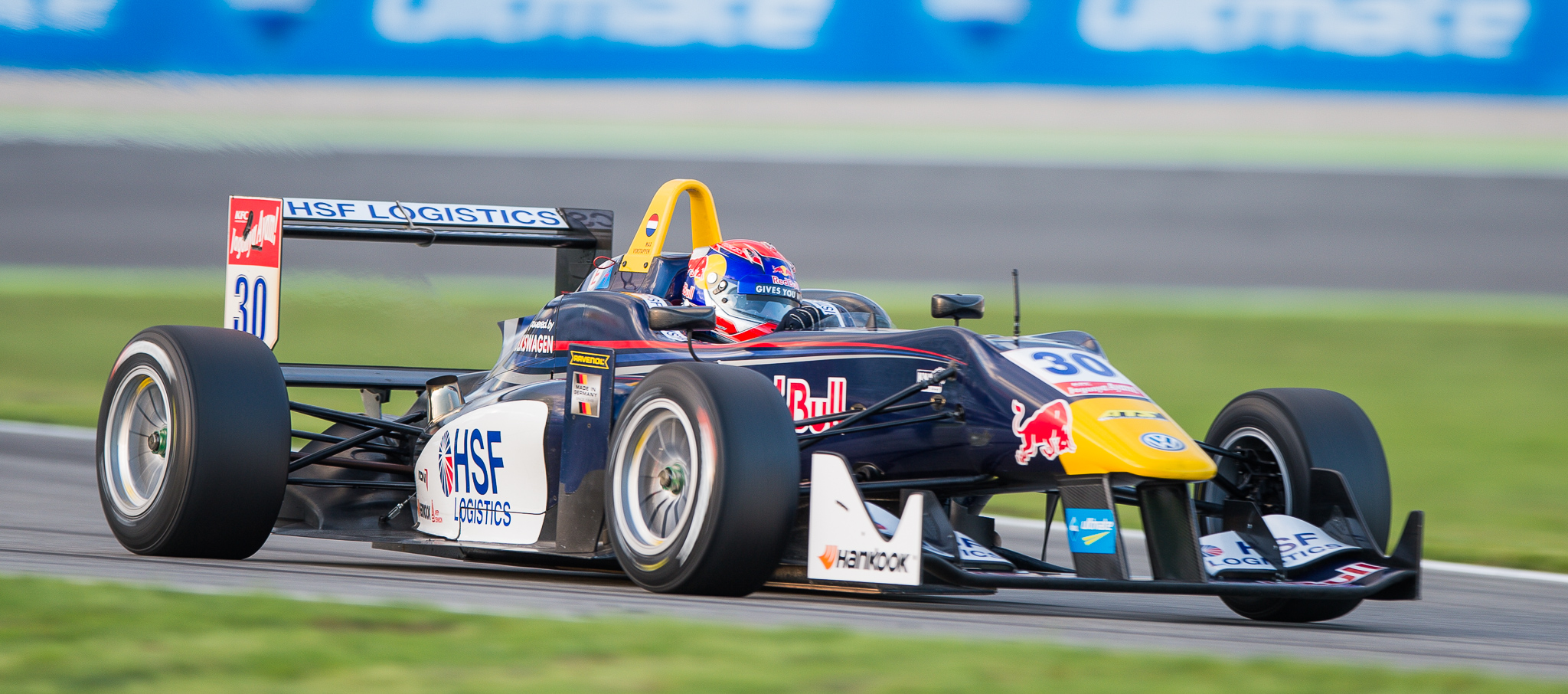
Verstappen in Formula 3 all'Hockenheimring nel 2014.

Verstappen ha iniziato a gareggiare nei kart nel 2005 in campionati belgi e olandesi; nell'ambito delle competizioni WSK ha vinto nel 2010 l'Euro Series KF3, la Nations Cup KF3 e la World Series KF3, nel 2011 l'Euro Series KF3, nel 2012 la Master Series KF2 e nel 2013 l'Euro Series KZ1 e la Master Series KZ2; in quest'ultima annata ha inoltre ottenuto la vittoria dell'europeo KF2 e KZ e del mondiale KZ.
Nel 2014 approda in monoposto esordendo nel Florida Winter Series, organizzata dalla Ferrari Driver Academy, dove conclude con due vittorie e il terzo posto finale dietro a Antonio Fuoco e Lance Stroll. Lo stesso anno prende parte al campionato europeo FIA di Formula 3 con il team Van Amersfoort Racing, concludendo al terzo posto in classifica con dieci vittorie in gara, tra cui il Masters di Formula 3 sul circuito di Zandvoort.

### Formula 1

#### L'esordio con la Toro Rosso (2014-2016)
Nel 2014 partecipa a dei test con una vettura di Formula Renault 3.5 e viene scelto come nuovo membro del Red Bull Junior Team. Dopo aver presenziato nel box della Scuderia Toro Rosso durante il Gran Premio del Belgio per apprendere le dinamiche della squadra, il 3 ottobre 2014, all'età di 17 anni e 3 giorni, ha esordito in un fine settimana di Formula 1 nelle prove del venerdì del Gran Premio del Giappone. Nel corso della stagione partecipa ad altre due prove libere, del Gran Premio degli Stati Uniti e del Gran Premio del Brasile, mettendosi particolarmente in evidenza in quest'ultimo appuntamento.

##### 2015

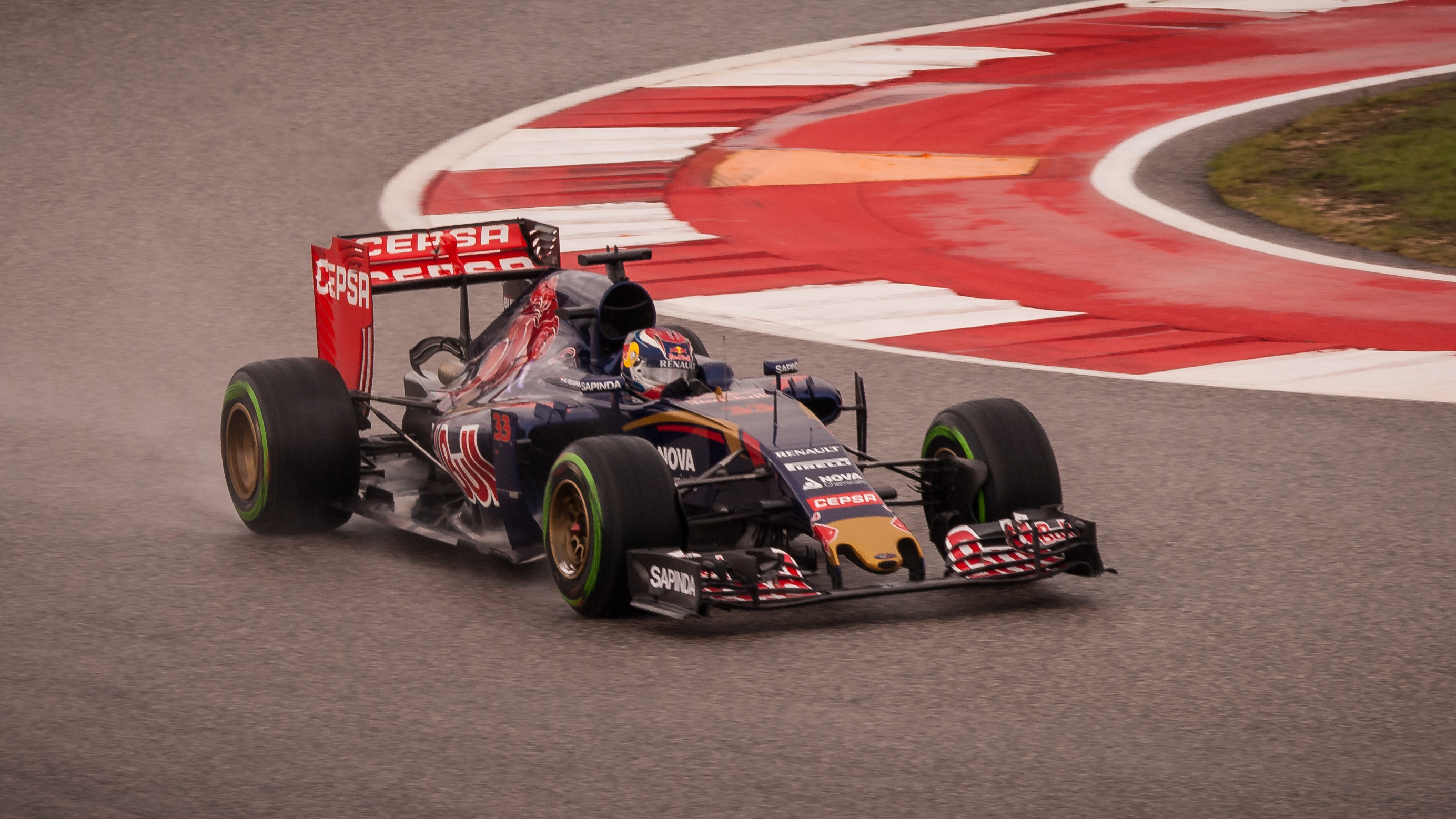
Verstappen al Gran Premio degli Stati Uniti d'America 2015.

Per la stagione successiva Verstappen, non ancora diciottenne e con solo un anno di esperienza in monoposto, viene ingaggiato dalla Toro Rosso come pilota titolare, al fianco di Carlos Sainz Jr.. Nelle prime due gare della stagione il pilota olandese batte due record di precocità, risultando il più giovane pilota di sempre a esordire in Formula 1 durante il Gran Premio d'Australia e il più giovane a far segnare punti nel successivo Gran Premio della Malesia.
A partire da questo momento incomincia però una serie di cinque risultati negativi, dovuti sia a problemi tecnici, come in Cina, dove si ritira per la rottura della trasmissione a due giri dal traguardo mentre è ottavo, sia alla poca competitività mostrata in certi casi dalla sua vettura. Torna a segnare punti al Gran Premio d'Austria, in cui conquista un ottavo posto, mentre in Ungheria, complice una gara dallo svolgimento movimentato, Verstappen ottiene il suo miglior risultato dell'anno tagliando il traguardo in quarta posizione. Va a punti anche nel successivo Gran Premio del Belgio, nel quale chiude ottavo dopo essere stato retrocesso in diciottesima posizione sulla griglia di partenza per aver sostituito la power unit.
Verstappen è nuovamente protagonista a Singapore, dove per tutto il fine settimana si mostra competitivo: in qualifica riesce a ottenere l'ottava piazza, ma al via commette un errore che lo costringe a rientrare in pit lane e a riavviare il motore; nonostante ciò riesce a recuperare diverse posizioni, anche grazie alla safety car che gli permette di sdoppiarsi, fino a giungere ottavo davanti al compagno di squadra Sainz Jr., rallentato da un problema al cambio, dopo aver disubbidito a un ordine di scuderia che lo invitava a lasciargli strada e tentando invece l'attacco su Sergio Perez che li precedeva. Al termine della gara il team principal Franz Tost dà infine ragione a Verstappen. A partire da questa gara ottiene sei risultati utili consecutivi, tra cui un altro quarto posto negli Stati Uniti (dove è stato brevemente in lotta per il podio), che lo fanno risalire al dodicesimo posto in classifica piloti con 49 punti. Nelle premiazioni finali FIA che si sono svolte il 4 dicembre a Parigi, Verstappen vince i premi per il migliore rookie, come personaggio dell'anno e per la migliore azione dell'anno (il sorpasso su Felipe Nasr a Spa-Francorchamps).

#### La promozione alla Red Bull e i primi successi (2016-2020)

##### 2016

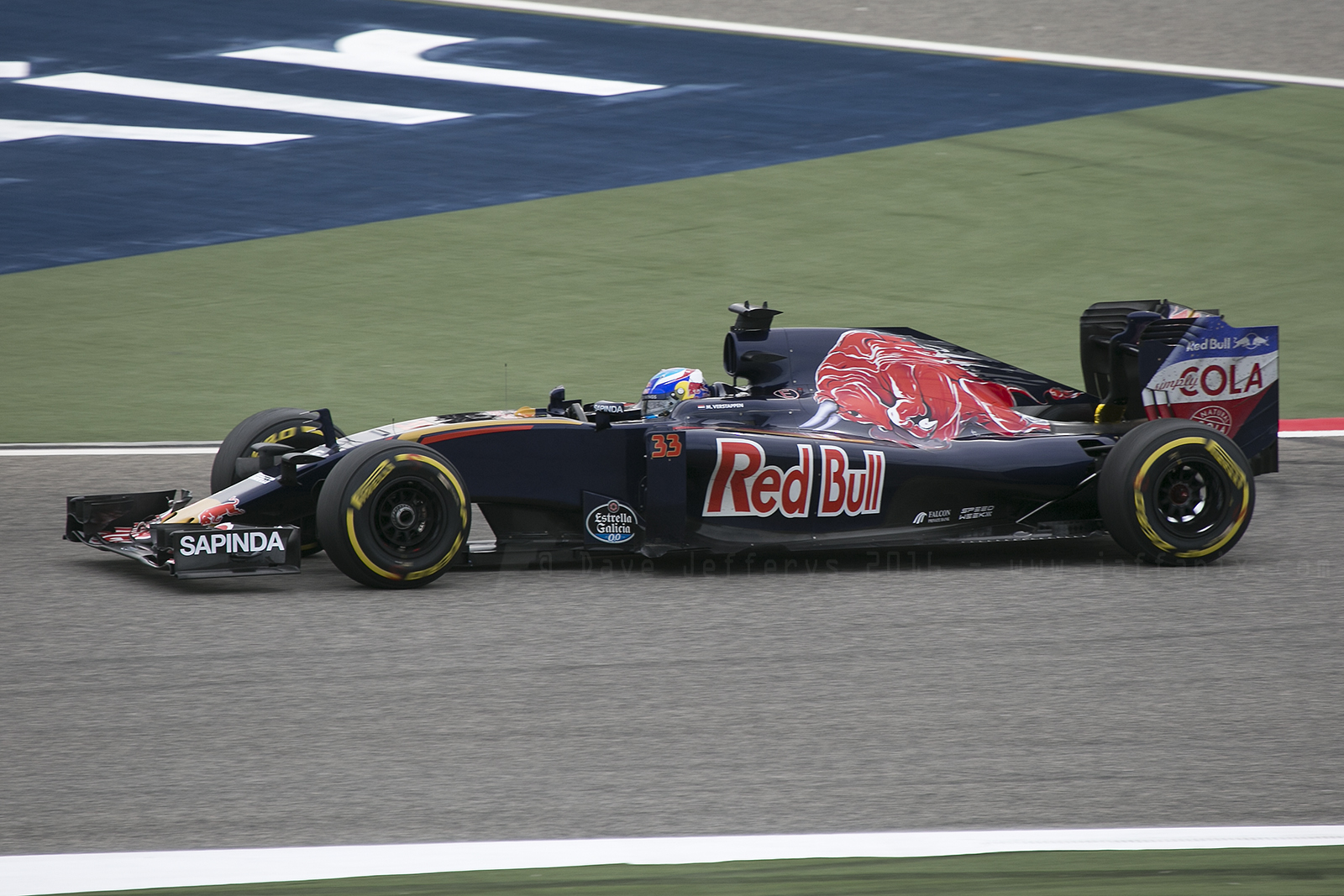
Verstappen su al Gran Premio del Bahrein 2016, prima della promozione alla.

Inizia la seconda stagione in Formula 1 con un decimo posto in Australia, dietro al compagno di squadra Carlos Sainz Jr., dopo che in qualifica aveva ottenuto il quinto riscontro cronometrico. Conclude il Gran Premio del Bahrein in sesta posizione e quello della Cina in ottava. Durante la gara a Sochi è vittima di un guasto alla vettura mentre era in sesta posizione.

Il 5 maggio 2016 viene promosso in Red Bull Racing al posto di Daniil Kvjat, retrocesso in Scuderia Toro Rosso. All'esordio con la squadra austriaca, in Spagna, ottiene il 4º posto in qualifica. Il giorno dopo, complice il ritiro delle due Mercedes di Hamilton e Rosberg, riesce a vincere il Gran Premio, resistendo nel finale di gara alla pressione di Kimi Räikkönen. Con la vittoria in Spagna diventa il più giovane pilota ad aver vinto una gara del campionato del mondo di Formula 1.

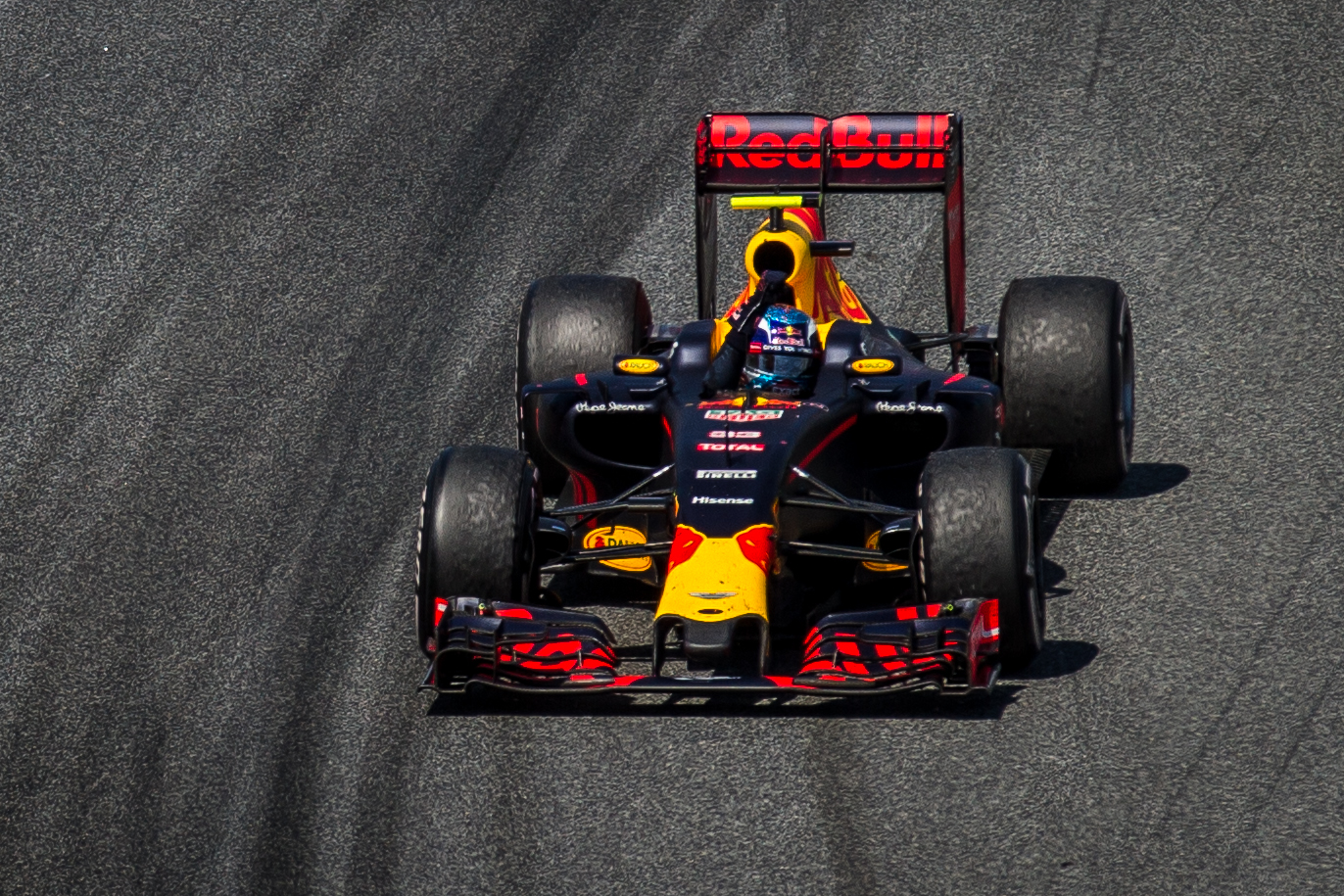
Verstappen festeggia dopo aver vinto il Gran Premio di Spagna 2016.

Nel successivo Gran Premio di Monaco Verstappen si ritira per un incidente. In Canada chiude quarto, dopo aver resistito a Rosberg negli ultimi giri. Dopo una gara a Baku conclusa in ottava posizione, torna a podio nel Gran Premio d'Austria, dove chiude secondo precedendo in volata Kimi Räikkönen e superando nelle ultime curve Nico Rosberg, coinvolto in un contatto con Lewis Hamilton. In Gran Bretagna arriva terzo, recuperando poi una posizione in classifica grazie a una penalità di dieci secondi inflitta a Nico Rosberg per aver ricevuto degli aiuti radio vietati dal regolamento. In Ungheria, dopo il quarto posto in qualifica, chiude quinto, dopo aver resistito strenuamente a Kimi Räikkönen nel finale. In Germania, dopo essere stato in seconda posizione per buona parte della gara, chiude terzo, preceduto dal suo compagno di squadra Daniel Ricciardo. Dopo tre gare con risultati meno brillanti, Verstappen torna a podio in Malesia, dove completa la doppietta della Red Bull, tagliando il traguardo in seconda posizione alle spalle del compagno di squadra. Il pilota olandese bissa il risultato in Giappone, nel quale nelle ultime fasi di gara resiste al tentativo di rimonta di Lewis Hamilton.
Dopo un ritiro per problemi meccanici nel Gran Premio degli Stati Uniti, nel Gran Premio del Messico arriva terzo al traguardo, ma per via del taglio della chicane riceve 5 secondi di penalizzazione, venendo così retrocesso al quinto posto dietro Vettel e Ricciardo. Successivamente viene penalizzato anche Vettel con 10 secondi, per una difesa considerata scorretta nei confronti di Ricciardo; a seguito quindi delle decisioni della Fia, Verstappen viene considerato come quarto classificato. In Brasile chiude la gara in terza posizione, facendo segnare il primo giro veloce in carriera. Ad Abu Dhabi chiude quarto nonostante un contatto al primo giro che lo fa sprofondare nelle retrovie, conquistando gli ultimi 12 punti che gli permettono di giungere quinto nella classifica piloti, con all'attivo 204 punti.

##### 2017

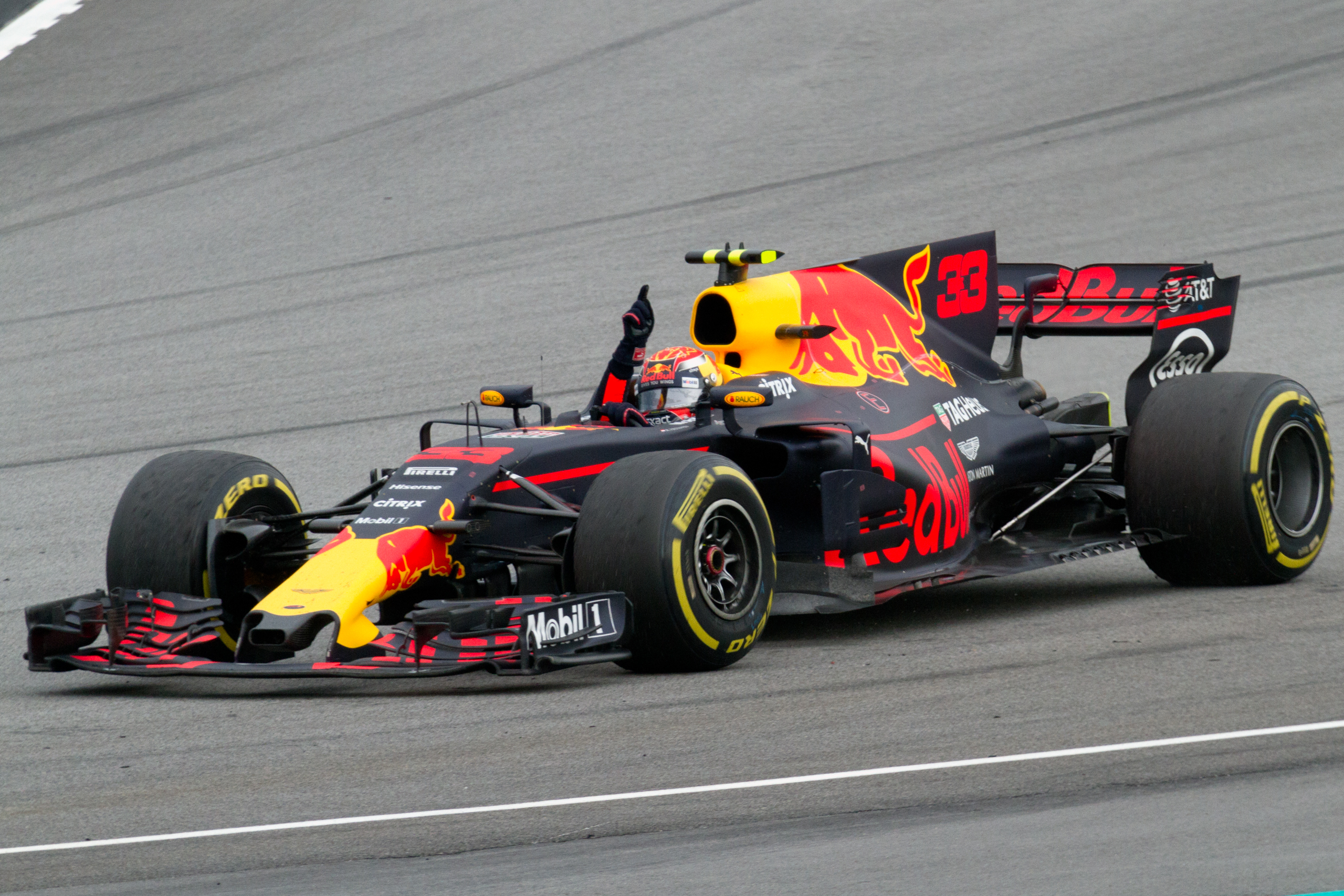
Verstappen al Gran Premio della Malesia 2017.

Nel 2017 è confermato dalla Red Bull. Apre la stagione con un quinto posto in Australia, a quasi 30 secondi dal vincitore Sebastian Vettel. In Cina, dopo essere scattato dalla sedicesima posizione, ottiene un sorprendente terzo posto, precedendo il compagno di squadra Daniel Ricciardo. In Spagna si ritira a causa di un contatto con Kimi Räikkönen e Valtteri Bottas in partenza. Nel Gran Premio di Monaco chiude quinto, ma nelle tre gare successive, Canada, Azerbaigian e Austria è sempre costretto al ritiro.
Torna a punti nel Gran Premio di Gran Bretagna, dove chiude quarto, mentre in Ungheria conclude quinto. Dopo la pausa estiva, è costretto al ritiro in Belgio. In Italia chiude decimo, mentre a Singapore è protagonista di un contatto in partenza con le due Ferrari di Sebastian Vettel e Kimi Räikkönen. Vince il successivo Gran Premio in Malesia e ancora due gare dopo in Messico. Grazie a queste due vittorie e ad altri piazzamenti chiude sesto in classifica iridata, con 168 punti.

##### 2018

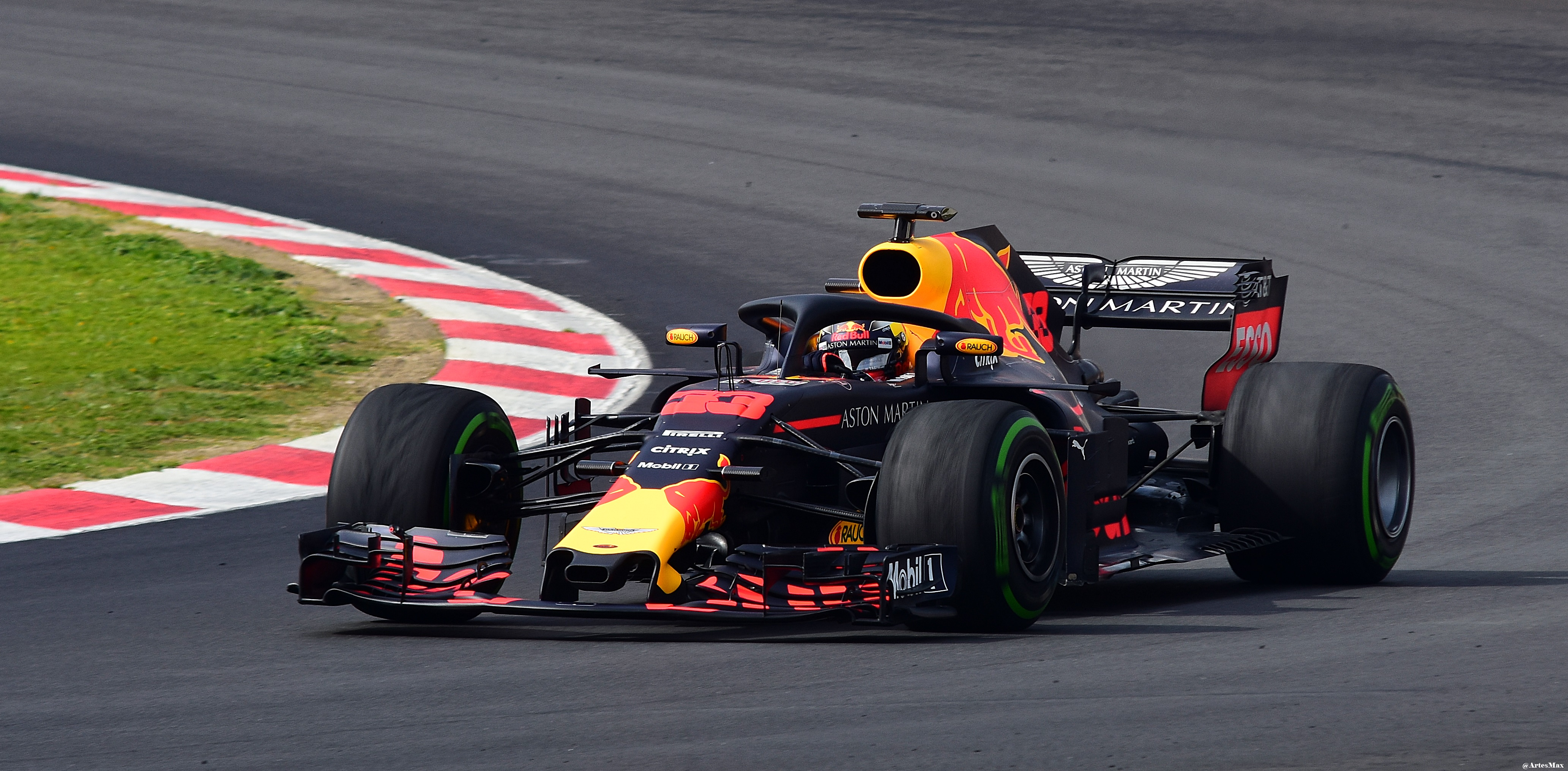
Verstappen alla guida della Red Bull RB14 durante i test prestagionali di Barcellona.

È confermato come pilota titolare dalla Red Bull anche per il campionato mondiale 2018. Alla prima gara stagionale in Australia, dopo essere partito dalla quarta posizione, conclude la gara al sesto posto. In Bahrein scatta dalla quindicesima posizione, complice un errore in qualifica che lo esclude sorprendentemente già nella Q1, non concludendo la gara domenicale in seguito ad un contatto con Lewis Hamilton durante il terzo giro che porta alla foratura della gomma posteriore sinistra della sua Red Bull RB14. In Cina si qualifica quinto e arriva nella stessa posizione. A Baku è costretto al ritiro subito dopo un incidente col compagno di squadra Daniel Ricciardo.
In Spagna conquista il primo podio stagionale con un terzo posto. A Monte Carlo un incidente nelle ultime prove libere costringe l'olandese a saltare le qualifiche. In gara rimonta dall'ultimo al nono posto. In Canada e in Francia conquista altri due podi, arrivando rispettivamente terzo e secondo. Nel Gran Premio di casa della Red Bull, in Austria, l'olandese ottiene la sua quarta vittoria in Formula 1, dopo una gara rocambolesca in cui si ritirano entrambe le Mercedes e il suo compagno di squadra. In Gran Bretagna è costretto al ritiro negli ultimi giri per un problema idraulico e viene classificato 15º.
Dopo un altro ritiro al Gran Premio d'Ungheria, Verstappen torna a podio in Belgio con un terzo posto, mentre al Gran Premio d'Italia conclude al terzo posto in pista, ma viene penalizzato di 5 secondi sul tempo di gara per una collisione con Valtteri Bottas, venendo retrocesso al 5º posto. Dopo essersi piazzato secondo a Singapore, nel Gran Premio di Russia termina quinto. In Giappone arriva terzo e negli Stati Uniti conclude 2º dopo essere partito 18º. Torna alla vittoria in Messico, con una gara dominata dall'inizio alla fine. In Brasile ottiene il suo decimo podio stagionale, piazzandosi secondo dopo essere arrivato al comando della gara ed avere avuto un incidente con Esteban Ocon in fase di doppiaggio, mentre nel Gran Premio di Abu Dhabi arriva 3º, dietro a Sebastian Vettel e Lewis Hamilton.

##### 2019

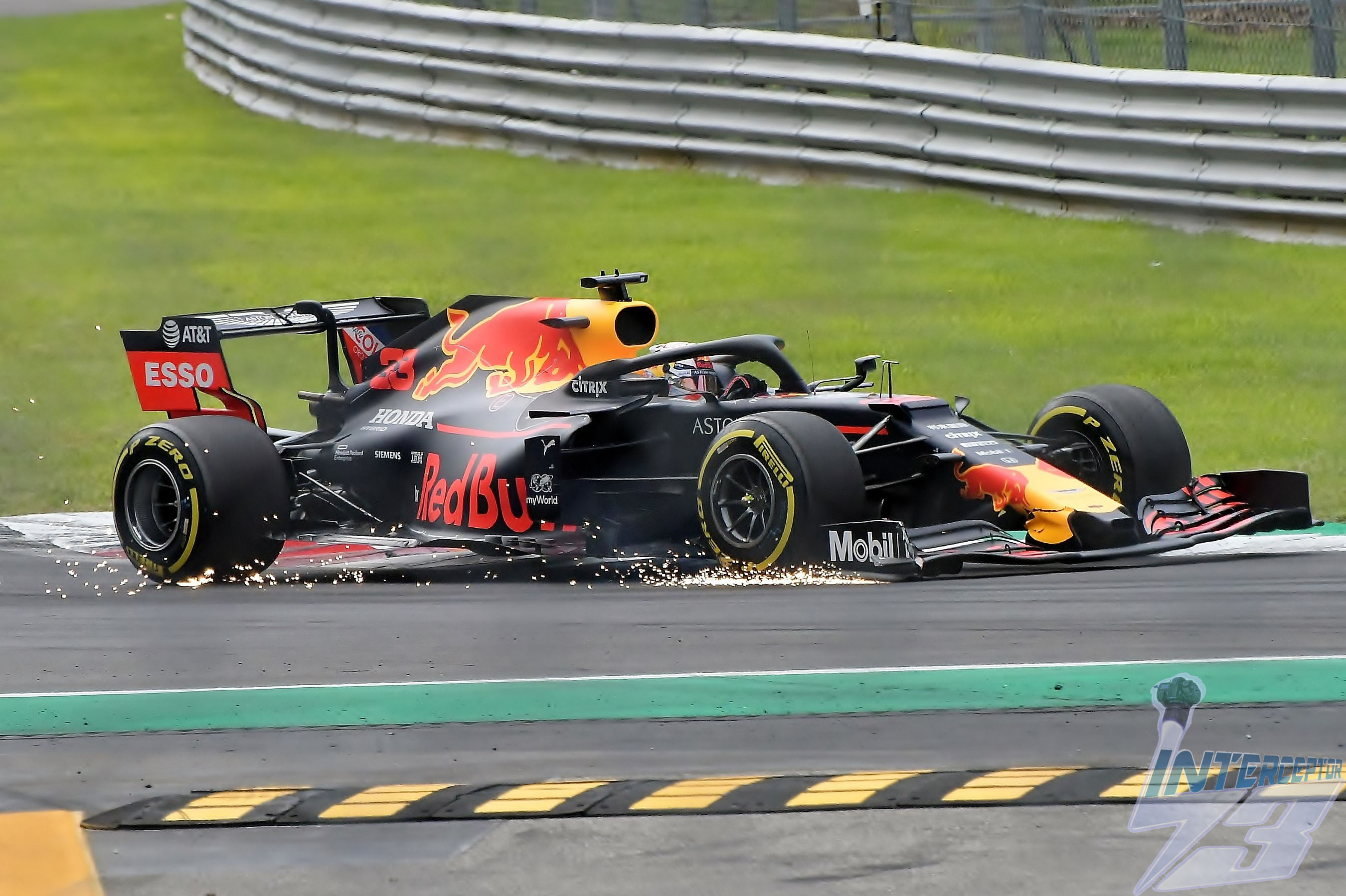
Verstappen al Gran Premio d'Italia 2019.

È confermato nuovamente come pilota titolare dalla Red Bull anche per il campionato mondiale 2019. Alla prima gara stagionale in Australia, dopo essere partito dalla quarta posizione, conclude la gara al terzo posto. In Bahrein scatta dalla quinta posizione, concludendo la gara domenicale al quarto posto. In Cina si qualifica quinto e arriva quarto. A Baku si qualifica quarto e arriva nella medesima posizione. In Spagna si qualifica quarto e arriva terzo. A Monte Carlo riesce a qualificarsi terzo e conclude in seconda posizione dopo un contatto con Lewis Hamilton. Gli viene assegnata una penalità di 5 secondi per essere stato rimandato in pista non in condizioni di sicurezza dopo un pit stop, con conseguente contatto avvenuto con Bottas nella pit lane, e retrocede in quarta posizione. In Canada non riesce ad accedere in Q3 per colpa di una bandiera rossa provocata dall'incidente da parte di Kevin Magnussen, che distrugge la propria Haas sul rettilineo principale; quindi parte undicesimo, ma riesce a chiudere la gara in quinta posizione.
In Francia si qualifica quarto e arriva nella medesima posizione. Nel Gran Premio di casa della Red Bull, in Austria, l'olandese si qualifica terzo, ma grazie ad una penalità di 5 secondi assegnata a Lewis Hamilton riesce a progredire in seconda posizione. Al primo giro della gara parte male, facendo intervenire l'antistallo, e per colpa di questa partenza l'olandese perderà sette posizioni, riuscendo però a risalire in seconda posizione. Al giro 69 effettua un grandioso sorpasso su Leclerc portandosi in prima posizione e riesce a vincere, portando per la prima volta una monoposto motorizzata Honda sul primo gradino, cosa che non accadeva dal 2006. Il contatto fu successivamente investigato, ma i commissari decisero di non prendere nessuna azione, visto che non erano presenti irregolarità su quel sorpasso.
In Gran Bretagna si qualifica quarto e conclude quinto in gara. Al Gran Premio di Germania si qualifica secondo e riesce a conquistare un'altra vittoria dopo una gara rocambolesca. Al Gran Premio d'Ungheria, Verstappen per la prima volta in tutta la sua carriera di Formula 1 riesce a conquistare la pole position, riuscendo così a rientrare nei 100 piloti che hanno conquistato una partenza al palo. In gara l'olandese parte bene e guida il gruppo per quasi tutto il resto della gara, ma verso il giro 67, Hamilton, montando gomme più fresche, riesce a passare Verstappen, creando un margine ampio. L'olandese decide di effettuare un ultimo pit stop con gomme soft e segnare il giro più veloce, e quindi conquistare un punto addizionale. Chiude la gara in seconda posizione. Vince anche il Gran Premio del Brasile e conclude la stagione con un secondo posto nel Gran Premio di Abu Dhabi che gli vale la terza posizione nel mondiale piloti con 278 punti.

##### 2020

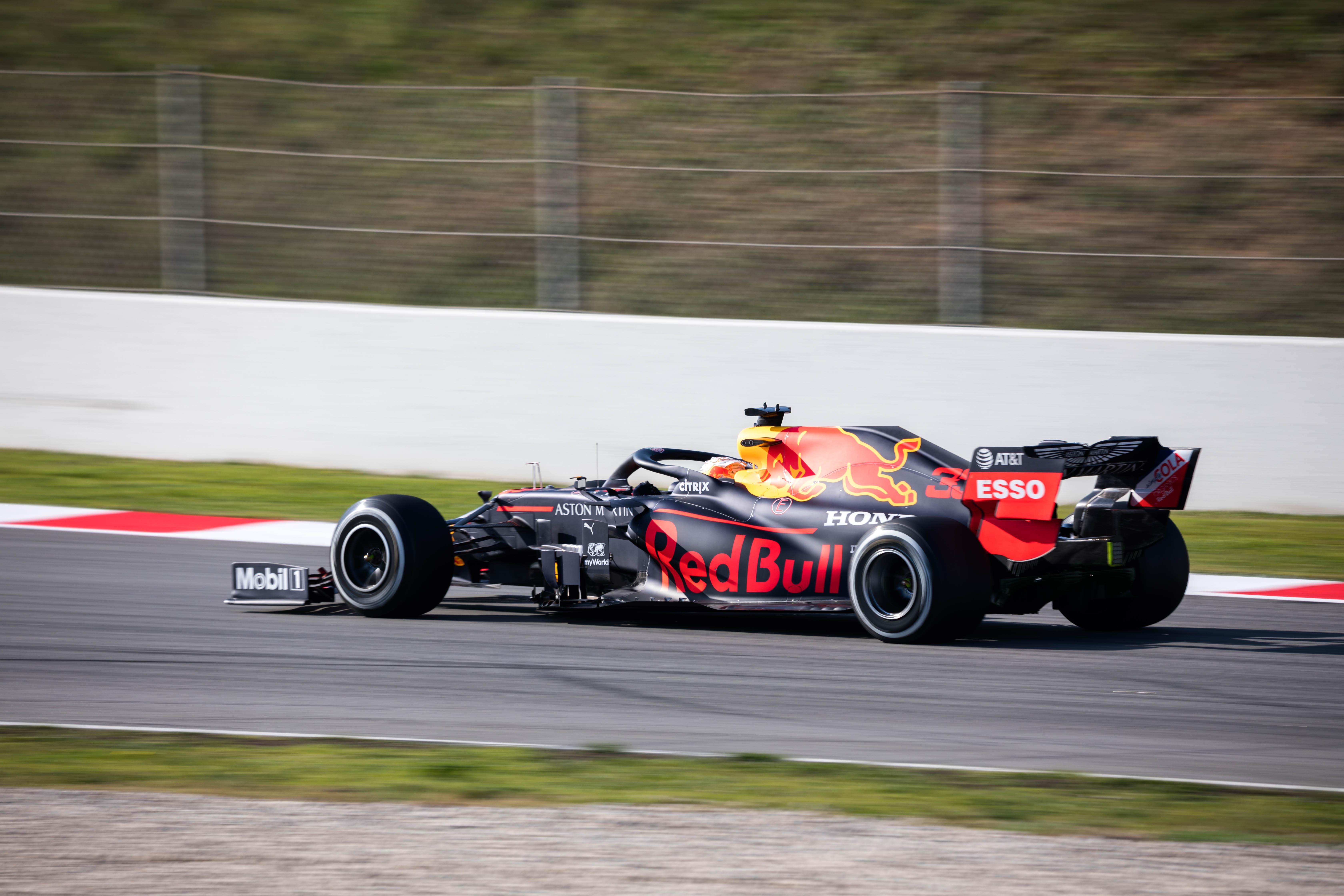
Verstappen alla guida della sua Red Bull RB16 ai test prestagionali del 2020.

Il 7 gennaio del 2020 Verstappen firma un prolungamento del contratto per correre per la Red Bull fino alla fine del 2023.
La stagione si apre con un ritiro per problemi tecnici al Gran Premio d'Austria. Dopo tre podi in altrettante gare, Verstappen riesce a vincere il Gran Premio del 70º Anniversario corso sul Circuito di Silverstone partendo dalla quarta posizione in griglia e sale al secondo posto in classifica, che perde a vantaggio di Valtteri Bottas dopo due ritiri consecutivi a Monza e al Mugello. Nel Gran Premio del Portogallo il pilota olandese centra il suo quarantesimo podio in Formula 1 arrivando terzo per poi ritirarsi nuovamente al successivo Gran Premio dell'Emilia-Romagna per la foratura di una gomma mentre era secondo. Nel successivo Gran Premio di Turchia, sul bagnato, dopo essersi qualificato secondo, in gara, sempre con pista difficile, arriva sesto a causa di una brutta partenza e andando in testacoda nel tentativo di rimontare, per poi riprendersi in Bahrein arrivando secondo con il punto in più del giro veloce, dietro Hamilton. A Sakhir invece si ritira al primo giro, coinvolto in un incidente di Leclerc con Perez. Nel Gran Premio di Abu Dhabi centra la sua prima pole stagionale e vince restando in testa alla gara per tutti i giri. Chiude la stagione al terzo posto come l'anno precedente dietro le due Mercedes, con 214 punti e due successi, ottenendo un podio in ogni gara conclusa escluso il Gran Premio di Turchia, chiuso in sesta posizione.

#### I titoli mondiali (2021-presente)

##### 2021

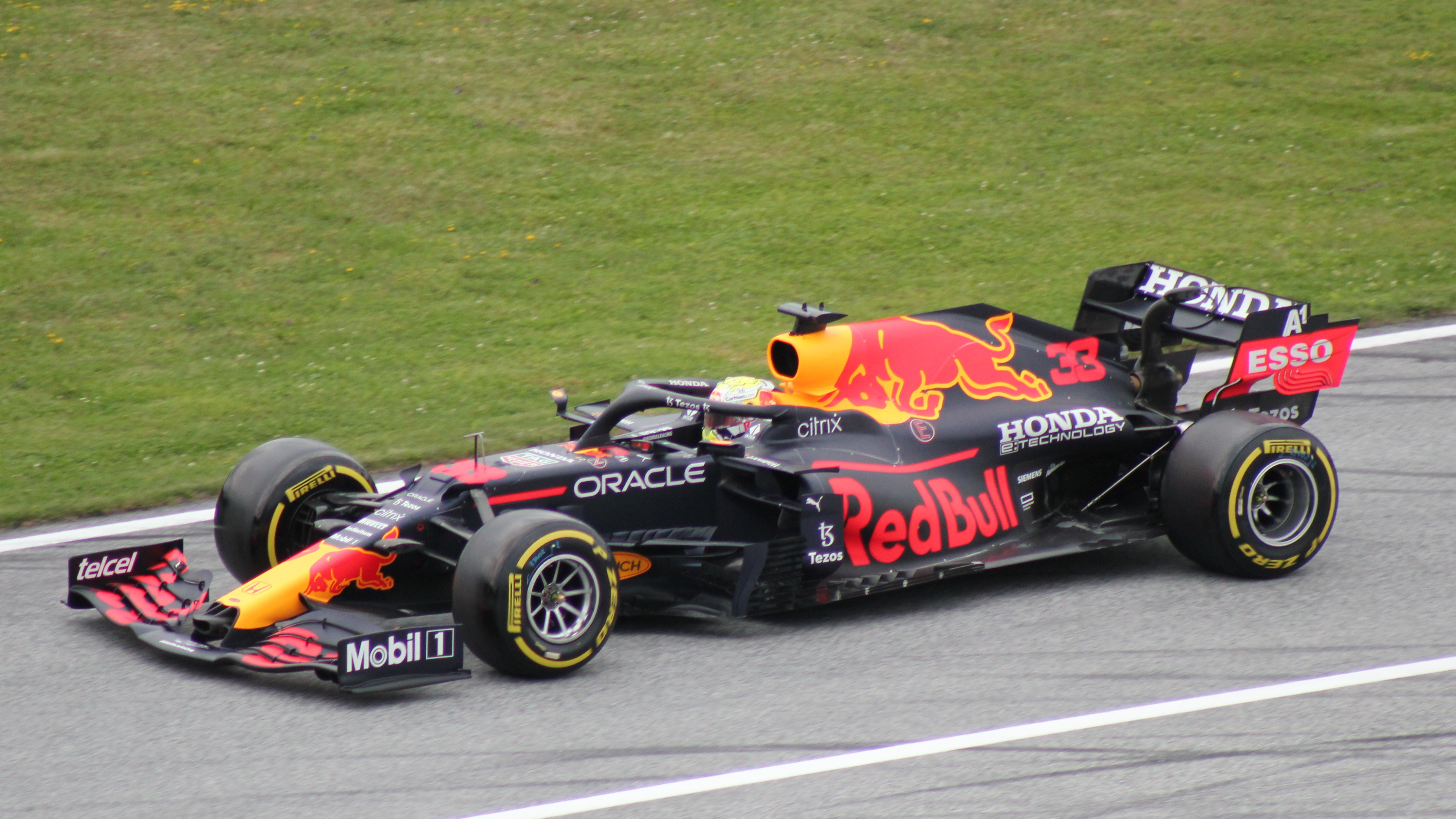
Verstappen al Gran Premio d'Austria 2021.

Nella stagione 2021, Verstappen viene affiancato dal pilota messicano Sergio Pérez. Dopo i test pre-stagionali c'è molta attesa sul team Red Bull e nella nuova power unit Honda per contrastare il dominio della Mercedes. Nella prima gara in Bahrein Verstappen conquista la pole position davanti alle due Mercedes. In gara però viene superato al pit stop da Lewis Hamilton e taglia il traguardo al secondo posto. Ad Imola si qualifica terzo dietro a Hamilton e al suo compagno di team Perez. In partenza riesce a scavalcare entrambi i rivali; nonostante l'ingresso in pista della safety car e la sospensione della gara per un incidente tra Valtteri Bottas e George Russell, Verstappen mantiene il primo posto fino al traguardo, conquistando la sua undicesima vittoria in Formula 1. Nel Gran Premio del Portogallo si qualifica al terzo posto, alle spalle dei due piloti Mercedes. In gara risale in seconda posizione, avendo la meglio su Valtteri Bottas; si vede però annullare il giro più veloce, fatto segnare nell'ultima tornata di gara, per aver superato i limiti del tracciato in una curva. Nel Gran Premio di Spagna parte secondo ma in partenza supera Hamilton, il quale lo ripassa a sei giri dalla fine. Nel Gran Premio di Monaco si qualifica secondo dietro a Charles Leclerc, il quale per un problema tecnico non prende il via del Gran Premio. In gara l'olandese non sbaglia nulla e vince davanti alla Ferrari di Carlos Sainz Jr., diventando anche il leader della classifica iridata. Nel Gran Premio d'Azerbaigian si qualifica terzo dietro a Leclerc e Hamilton. In gara, grazie ad un pit stop lento del britannico, riesce a guadagnare la leadership della gara. Vede sfumare la vittoria a 5 giri dal termine quando nel rettilineo finale cede la sua gomma posteriore sinistra, costringendolo al ritiro. Rimane in testa al mondiale grazie anche all'errore di Hamilton alla ripartenza dalla bandiera rossa. Al Paul Ricard si svolge il Gran Premio di Francia: la pista è storicamente favorevole alla Mercedes ma Verstappen conquista la pole e poi la vittoria superando Hamilton a due giri dalla fine. Realizza inoltre il primo hat trick della sua carriera, ovvero pole, vittoria e giro più veloce, quest'ultimo completato al 35º giro.
Anche nel Gran Premio di Stiria riesce a conquistare la pole position e la domenica domina la gara dal primo all'ultimo giro. Si ripete anche nel Gran Premio d'Austria conquistando la pole e la sua quindicesima vittoria; ottiene in questa occasione il primo Grand Chelem in carriera, per aver ottenuto il giro più veloce in gara e per aver mantenuto la prima posizione per tutta la durata del Gran Premio. A Silverstone vince la prima Qualifica Sprint della storia ma in gara finisce contro le barriere a causa di un contatto con Hamilton. Nel successivo Gran Premio d'Ungheria è vittima ancora di un incidente al primo giro, questa volta causato da Valtteri Bottas, che porterà gravi danni alla sua vettura ma concluderà comunque in nona posizione. Dopo la pausa estiva, nel GP del Belgio a Spa, conquista la pole position e in gara concluderà al primo posto in una gara surreale di due giri dietro a Safety Car. Al Gran Premio di Zandvoort, Verstappen disputa per la prima volta la sua gara di casa in Formula 1. Qui riesce a conquistare ancora una volta la prima fila e dopo una gara molto strategica contro le due Mercedes, riesce ad arrivare sul gradino più alto del podio. A Monza è protagonista di un incidente con Hamilton che mette fine alla gara di entrambi; l'olandese poi viene penalizzato di tre posizioni in griglia nel Gran Premio successivo. In Russia, visto la penalità il team decide di cambiare il motore sull'auto di Max, che per questo è costretto a partire in ultima posizione, ma grazie a una gara condizionata dalla pioggia riesce a risalire fino al secondo posto.

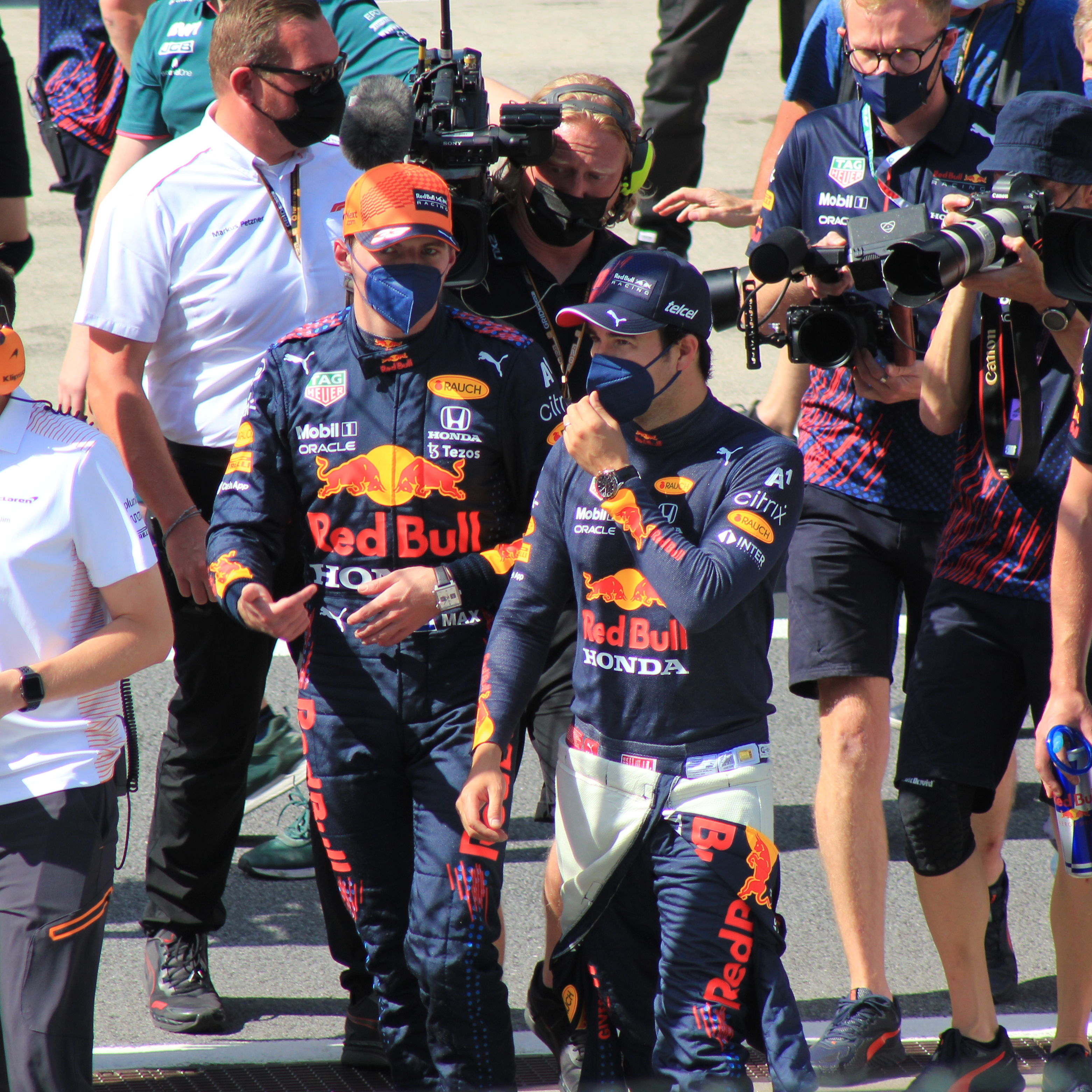
Verstappen (a sinistra) e il compagno di squadra Sergio Pérez al termine delle qualifiche del Gran Premio di Gran Bretagna 2021.

In Turchia arriva secondo, mentre torna a vincere negli Stati Uniti dopo essere partito dalla pole position, vincendo per la prima volta il Trofeo Pole FIA. Bissa il successo due settimane dopo, in Messico, vincendo agevolmente la gara dopo essere partito dalla terza posizione. Nel Gran Premio del Brasile parte primo nella Sprint Qualifying grazie alla squalifica assegnata a Lewis Hamilton, ma viene sorpassato subito da Bottas e conclude secondo. In gara supera Bottas al primo giro e rimane al comando fino al 59º giro, quando viene passato da Hamilton che, dopo una splendida rimonta, va a vincere la gara, rimanendo però a 14 punti di distacco dall'olandese. Nei successivi Gran Premio del Qatar e Gran Premio d'Arabia Saudita arriva sempre al secondo posto, ottenendo inoltre una penalizzazione a Jeddah per condotta di gara scorretta: si arriva così alla vigilia dell'ultima gara stagionale ad Abu Dhabi coi due contendenti al titolo a pari punti. Verstappen ottiene la pole, ma al via del Gran Premio di Abu Dhabi viene superato dall'inglese, che non riuscirà più a raggiungere fino agli ultimi giri, complice una Safety Car dovuta a un incidente di Nicholas Latifi. Il finale della corsa viene segnato da una serie di decisioni sportive prese dal direttore di gara Michael Masi, decisioni che verranno successivamente classificate come errori dalla FIA in un report ufficiale pubblicato il 19 marzo 2022. In particolare, Masi decide di far sdoppiare solo alcune vetture e di far rientrare la Safety Car con un giro di anticipo, il che posiziona Verstappen immediatamente dietro ad Hamilton alla ripartenza. Terminata la Safety Car alle ultime tornate del penultimo giro, Verstappen, su gomme più fresche e macchina più performante rispetto a quella di Hamilton, riesce a superarlo a poche curve dalla fine, tagliando così il traguardo per primo e diventando campione del mondo per la prima volta in carriera, nonché il primo olandese a vincere il titolo mondiale in Formula 1.

##### 2022

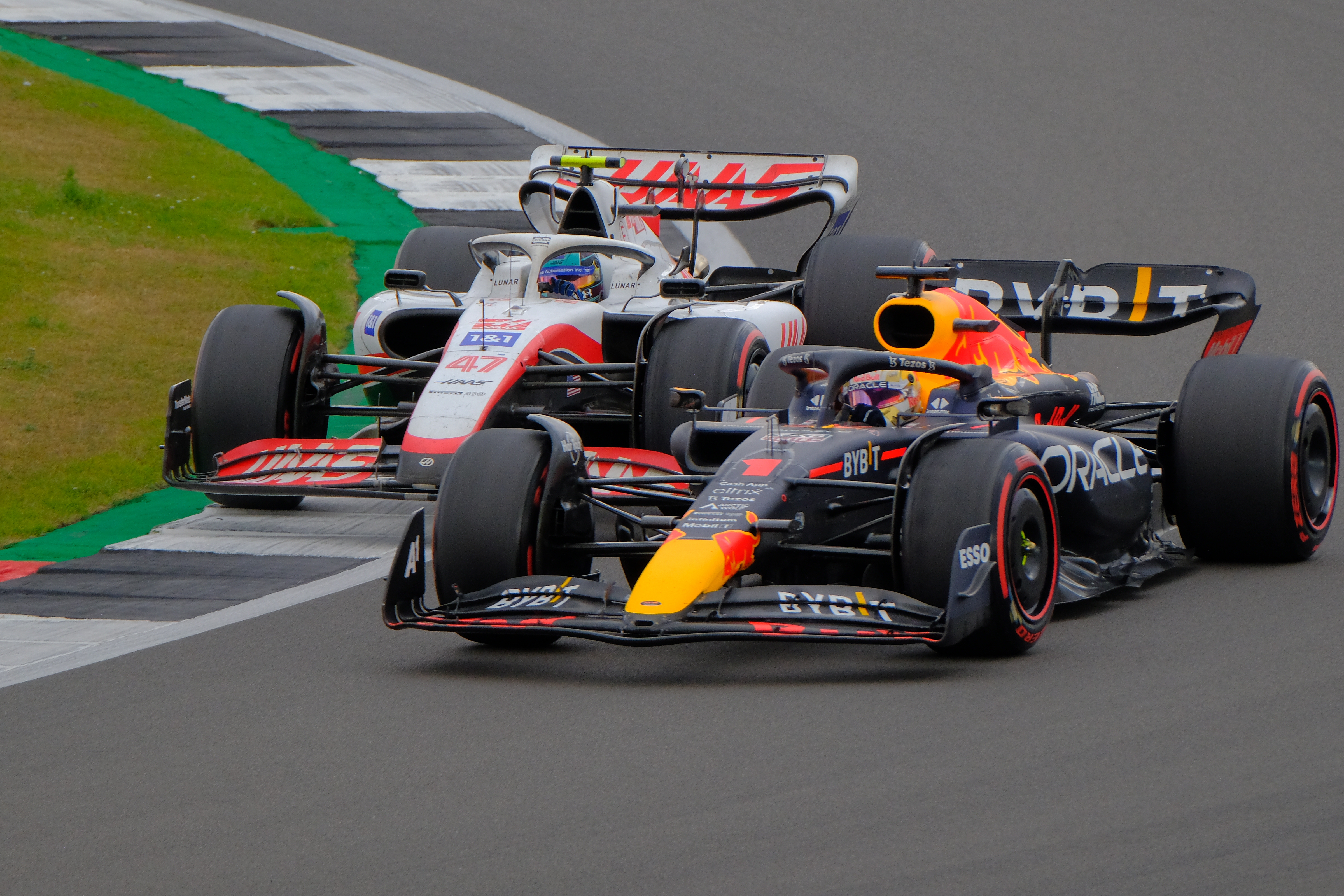
Verstappen al Gran Premio di Gran Bretagna 2022 in battaglia con Mick Schumacher.

Verstappen decide di correre con il numero 1 sulla sua Red Bull per difendere il titolo di Campione del Mondo di Formula 1. Il numero 1 non viene utilizzato dalla stagione 2014 con allora campione Sebastian Vettel perché negli anni successivi Lewis Hamilton conferma sempre il suo fido 44. Il 3 marzo 2022 Red Bull Racing annuncia il rinnovo del contratto di Max Verstappen fino al 2028.
La stagione inizia col piede sbagliato con un ritiro al Gran Premio del Bahrain, ma torna a vincere in Arabia Saudita dopo un serrato confronto con Charles Leclerc. Nel Gran Premio d'Australia è costretto ancora al ritiro mentre è secondo. A Imola, nel Gran Premio del Made in Italy e dell'Emilia-Romagna, in casa Ferrari, ottiene la seconda vittoria con tanto di vittoria nella Sprint sabato e Grand Chelem (pole, vittoria, giro veloce e in testa tutta la gara) domenica. Partito terzo dietro le due Ferrari, riesce a vincere il primo Gran Premio di Miami della storia salendo al decimo posto dei piloti col maggior numero di podi nella storia della F1.
Avvantaggiato dal ritiro del rivale Leclerc, Verstappen vince anche il successivo Gran Premio di Spagna, salendo in testa alla classifica iridata. Dopo un terzo posto a Monaco, Verstappen vince il Gran Premio d'Azerbaigian e diventa il pilota con il maggior numero di podi della storia della Red Bull, 66, davanti a Sebastian Vettel. Nel Gran Premio del Canada Verstappen incrementa il suo vantaggio sul compagno di squadra Pérez ottenendo pole position e vittoria. A Silverstone, nel Gran Premio di Gran Bretagna, parte secondo e riesce a ottenere la leadership, ma a causa di una foratura che provoca danni al fondo della sua vettura deve terminare la gara in settima posizione. Nel Gran Premio d'Austria, dopo aver vinto la Sprint, conclude la gara in seconda posizione col giro più veloce, dietro a Leclerc. Nei successivi due Gran Premi, di Francia e di Ungheria, ottiene due vittorie consecutive; la seconda ottenuta partendo dalla decima posizione, dopo un'eccellente rimonta.

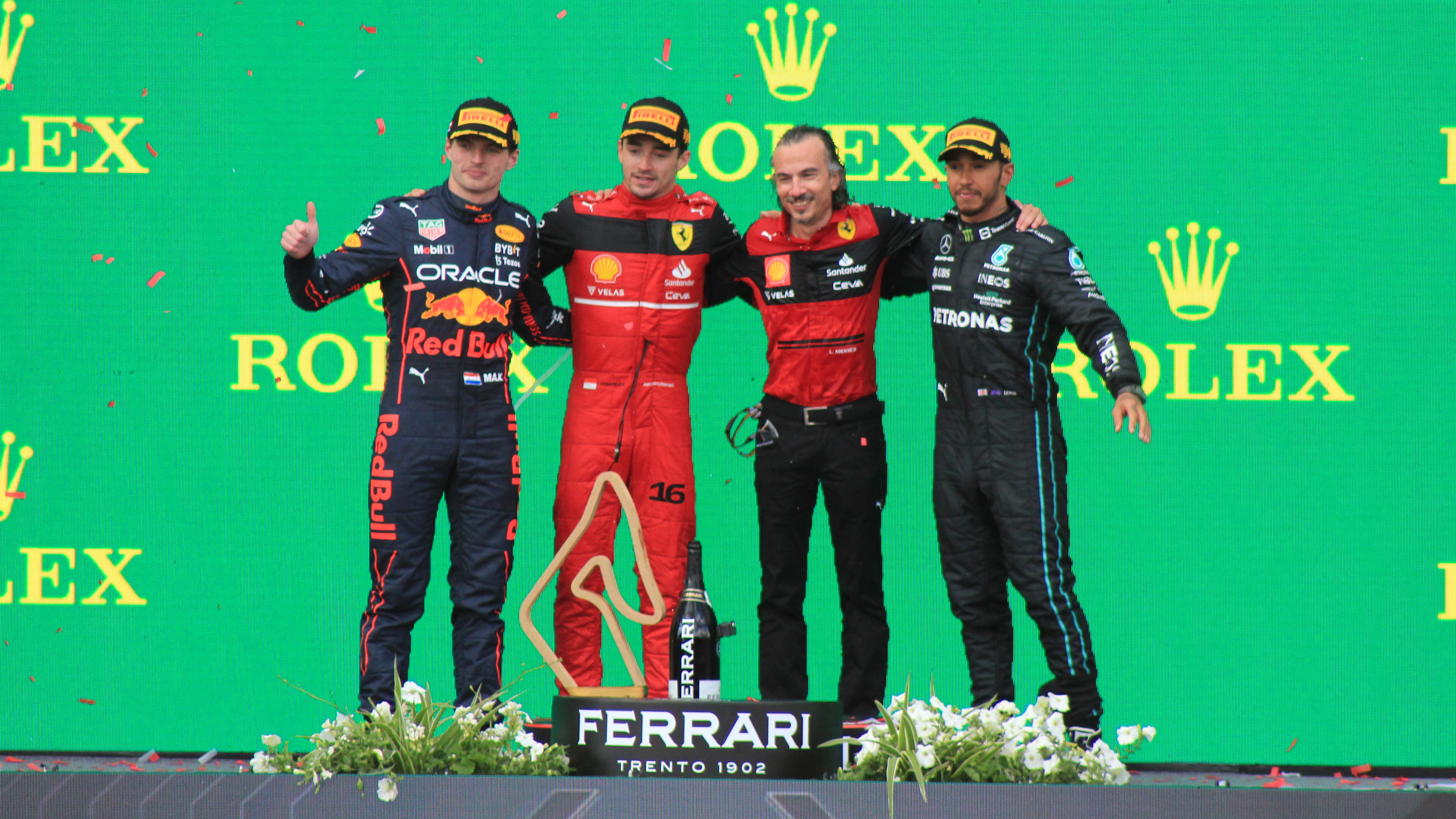
Verstappen sul podio del Gran Premio d'Austria 2022 insieme a Charles Leclerc e Lewis Hamilton.

Fa ancora meglio al rientro dalla pausa estiva: nel weekend del Gran Premio del Belgio ottiene la pole position nelle qualifiche del sabato, ma a causa della sostituzione di diverse componenti della power unit deve partire dalla quattordicesima casella; nella gara della domenica, tenendo un ritmo infernale, in undici giri ottiene la prima posizione, saldamente mantenuta fino al termine della corsa: vince la gara facendo registrare il giro più veloce. Una settimana dopo, a Zandvoort, nella gara di casa, l'olandese si ripete: ottiene la pole nelle qualifiche e domenica, dopo una complicata gara strategica, vince facendo registrare il giro più veloce; è il suo secondo hat trick stagionale, il quinto della carriera. Poi tocca al GP d'Italia, dove trionfa ancora partendo settimo a causa di una penalità dovuta alla sostituzione di alcune componenti della power unit: è la quinta vittoria consecutiva. Un errore nel calcolo della benzina nelle qualifiche della gara a Singapore lo relega a partire ottavo e a chiudere settimo.
Il successivo 9 ottobre, vincendo il caotico GP di Suzuka in Giappone, si laurea campione del mondo per la seconda volta consecutiva, con quattro gare di anticipo. Curiosamente, il titolo gli viene matematicamente assegnato a gara già conclusa quando Leclerc viene penalizzato per una manovra scorretta perdendo ogni chance di lottare ancora per la corona iridata. Con la vittoria negli USA (13ª della stagione) e il quarto posto di Perez, la Red Bull conquista il quinto titolo costruttori della storia (l'ultimo nel 2013), interrompendo la striscia di otto consecutivi della Mercedes (dal 2014 al 2021). In Messico raggiunge quota 14 vittorie in un solo campionato, superando i primati di Michael Schumacher (2004) e Sebastian Vettel (2013) fermi a 13. Infine vince anche ad Abu Dhabi raggiungendo le 15 gare vinte (su 22) in un unico Mondiale, stabilendo anche il record di punti conquistati in un campionato, 454, superando quello di Hamilton con 413 nel 2019.

##### 2023

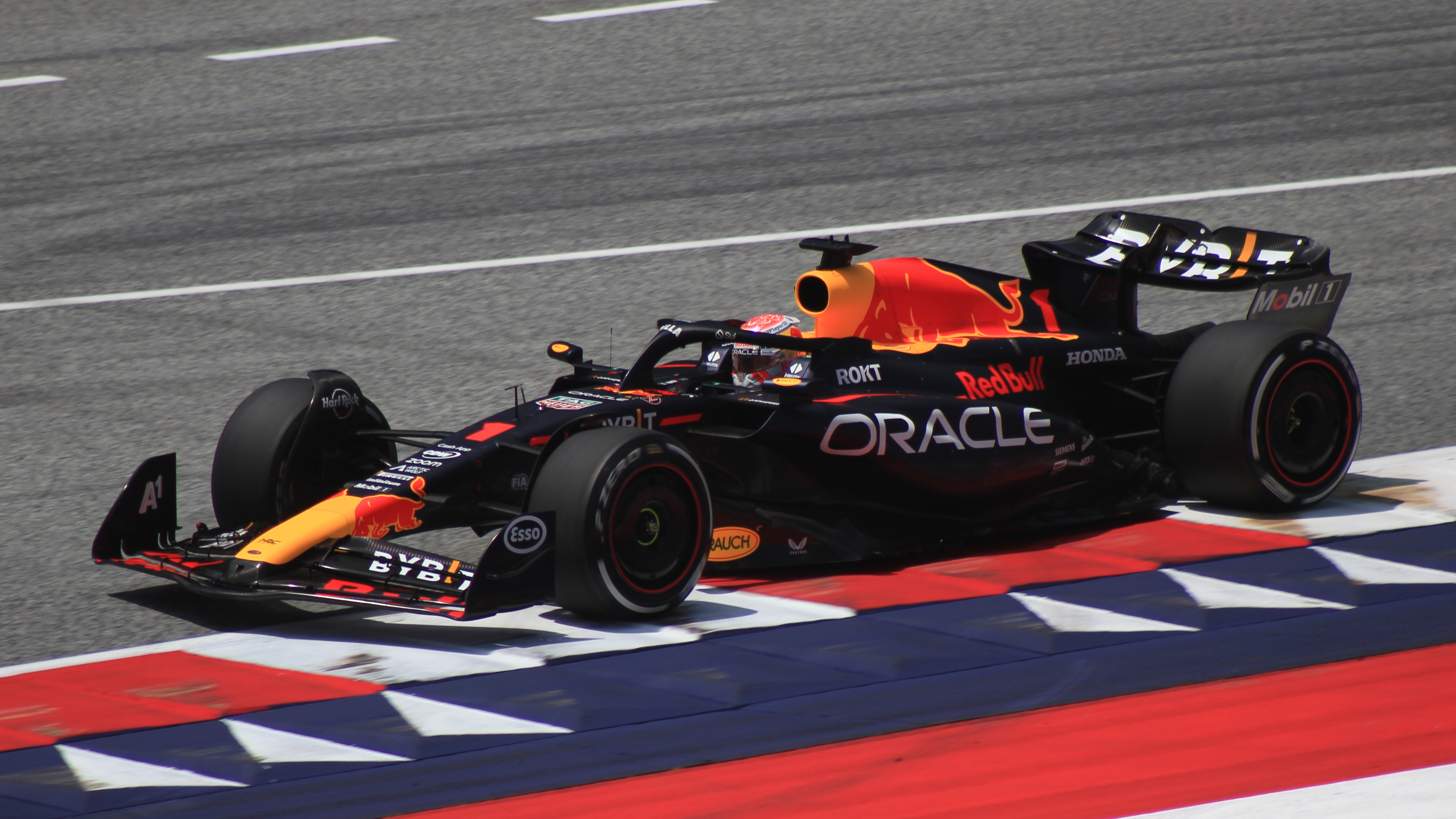
Verstappen durante il Gran Premio d'Austria 2023

Alla prima gara stagionale, in Bahrain, Verstappen conferma la superiorità fatta notare dalla RB19 durante i test: conquista la pole position e vince la gara, di fronte al compagno Pérez. Nel successivo Gran Premio d'Arabia Saudita, a causa di un problema tecnico sulla sua vettura durante le qualifiche, è costretto a partire dalla quindicesima casella, ma grazie ad un ottimo passo gara riesce a concludere la corsa in seconda posizione dietro al compagno di team. Nel weekend del Gran Premio d'Azerbaigian, giunge terzo nella gara Sprint e secondo nella gara della domenica, con Pérez che, ottenendo due vittorie, accorcia le distanze nella classifica mondiale a cinque punti.
Nelle qualifiche del Gran Premio di Miami non riesce a concludere il secondo tentativo in Q3 per via di una bandiera rossa causata da Leclerc e deve quindi partire dalla nona posizione della griglia. Grazie ad uno straordinario passo gara e ad un incredibile primo stint con le gomme dure, durato 47 giri, riesce a superare il compagno di squadra a dieci giri dalla fine e ad ottenere la terza vittoria stagionale. Nel Gran Premio di Monaco è autore di un sensazionale giro di qualifica con il quale si aggiudica la prima casella in griglia; conferma la posizione di partenza, vincendo agevolmente la corsa, divenuta bagnata durante le ultime tornate. È dominatore incontrastato del Gran Premio di Spagna, dove ottiene il suo terzo Grand Chelem della carriera. Da Miami Verstappen inizia un incredibile serie di vittorie che dura fino al Gran Premio di Singapore, dove viene interrotta dalla Ferrari di Carlos Sainz e l'olandese si deve accontentare del quinto posto. Grazie alle dieci vittorie raccolte da Miami e Monza Verstappen riesce a stabilire un nuovo record, superando quello precedente appartenuto a Sebastian Vettel, fermatosi a nove vittorie consecutive nel 2013.
Il pilota olandese torna a dominare il Gran Premio del Giappone, dove - grazie anche a Pérez - porta il titolo costruttori alla Red Bull Racing. Nel weekend successivo in Qatar - grazie al secondo posto nella Sprint Race dietro a Oscar Piastri - Verstappen si conferma campione del mondo con ancora sei Gran Premi da disputare. Pur avendo già vinto il titolo, vince gli ultimi sei Gran Premi della stagione, arrivando a 19 vittorie in stagione e segnando un altro record in Formula 1.

##### 2024

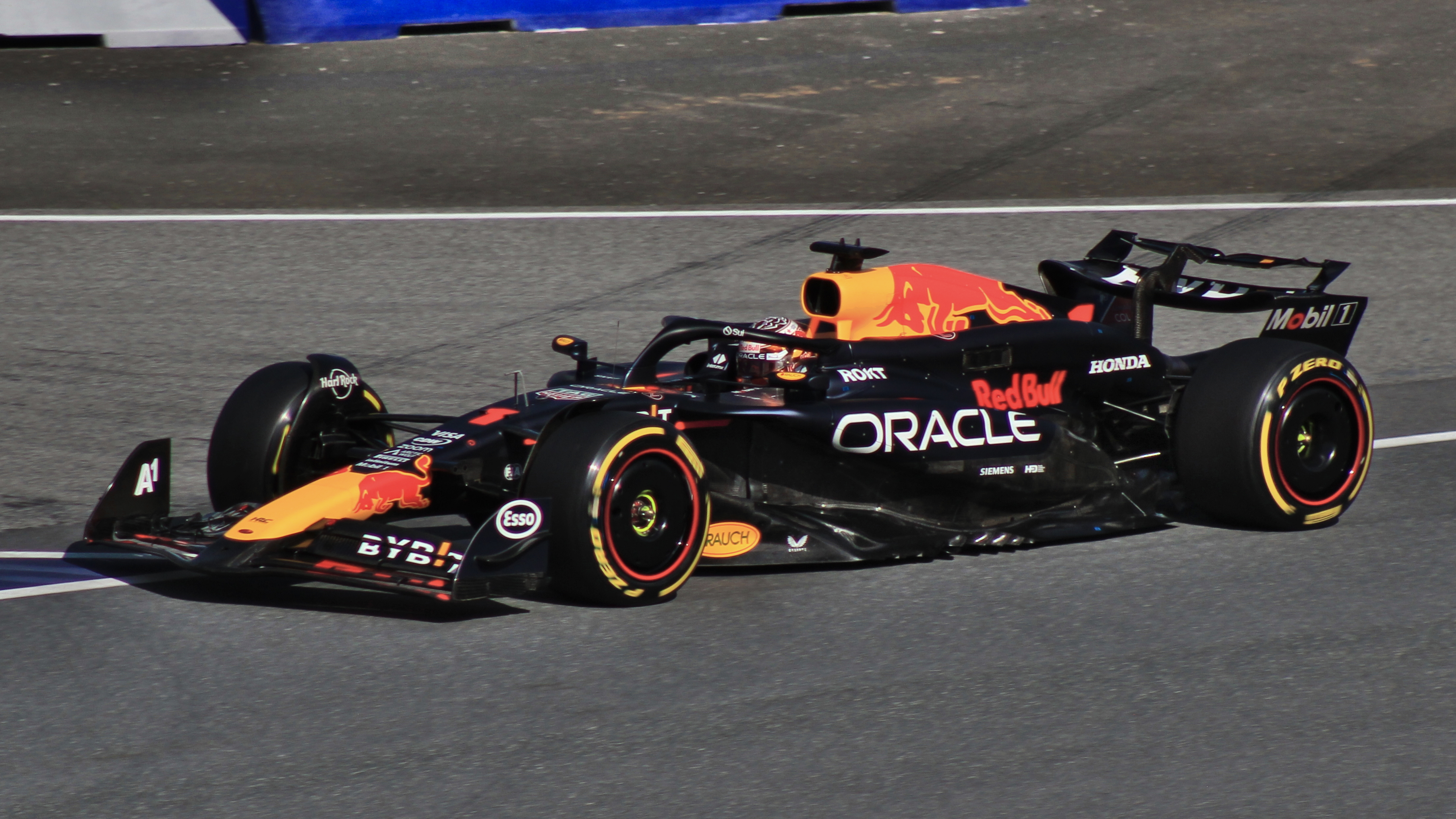
Max Verstappen durante il Gran Premio d'Austria 2024, che lo vedrà vincere la Sprint e chiudere quinto la gara.

La stagione 2024 per Verstappen inizia come ha chiuso la precedente, inanellando due pole position con altrettante vittorie in Bahrain ed in Arabia Saudita, precedendo in entrambe le gare il compagno di squadra Pérez, che completa la doppietta Red Bull. La prima posizione al via in Australia dura invece pochi giri, perché costretto a fermarsi a causa di un guasto ai freni, ritirandosi per la prima volta dal 2022 sempre in Australia. Torna alla vittoria già dalla successiva gara in Giappone, dove fa segnare pole position e giro veloce. La Formula 1 fa ritorno in Cina dopo cinque stagioni e Verstappen si aggiudica sia la Sprint del sabato, dopo essere partito quarto, sia la gara della domenica. A Miami ottiene la vittoria nella Sprint e conquista la pole position, ma nella gara di domenica, ostacolato dalla safety car uscita in ritardo, chiude secondo dietro la McLaren di Lando Norris. Al Gran Premio dell'Emilia-Romagna, al sabato conquista la sua ottava pole position consecutiva eguagliando Ayrton Senna, e vince poi la gara alla domenica domando la rimonta di Norris negli ultimi giri. Chiude in un'anonima sesta posizione a Monaco, ma già in Canada torna a vincere in una gara combattuta contro Norris e Russell. Vince anche a Barcellona, tallonato a poca distanza da Norris che si rivela il suo rivale in campionato.
In Austria vince la Sprint al sabato, e alla domenica sembra destinato a dominare anche la gara ma una lenta sosta ai box, alla quale si aggiunge poi un bloccaggio, agevola la rapida rimonta di Norris, con cui negli ultimi giri si trova in lotta per la vittoria con i due che, dopo alcuni tentativi di sorpasso del britannico, vengono al contatto bucando entrambi: Norris si ritira mentre Verstappen riesce a proseguire e chiude la gara al quinto posto, venendo anche penalizzato di dieci secondi. Da questo momento in poi la sua vettura subisce un notevole calo delle prestazioni, chiudendo a podio solamente in Gran Bretagna prima della pausa estiva, con un secondo posto dietro ad Hamilton. Al rientro dalla sosta estiva si disputa il suo Gran Premio di casa a Zandvoort, dove viene battuto sia in qualifica che in gara da Norris, chiudendo in seconda posizione. Dopo due weekend fuori dalle posizioni di vertice, torna a salire sul podio a Singapore dove chiude secondo dietro a Norris, che in classifica si porta a 52 punti di distacco. Torna alla vittoria nella Sprint del Gran Premio degli Stati Uniti d'America, mentre alla domenica chiude in terza posizione la gara, per la prima volta dopo oltre due anni.
A San Paolo viene eliminato nel Q2 a causa di una bandiera rossa dovendo partire diciassettesimo in gara, a causa di una penalità inflitta per il cambio del motore. La gara però, caratterizzata da una forte pioggia, vede il pilota olandese recuperare posizioni su posizioni rimontando, grazie anche ad una safety car arrivata nel momento più opportuno, fino alla prima posizione facendo poi segnare quasi ad ogni giro il passaggio più veloce, vincendo con quasi 20 secondi di margine sull'Alpine di Ocon, tornando alla vittoria dopo ben undici gare. La grande vittoria in rimonta sul suolo brasiliano porta alcune testate giornalistiche nazionali a paragonare il trionfo dell'olandese alle vittorie di Senna, caratterizzate dall'asfalto bagnato.
Nel successivo Gran Premio di Las Vegas, chiude la gara in quinta posizione, precedendo Lando Norris sul traguardo, consentendogli di laurearsi con due gare di anticipo Campione del Mondo per la quarta volta consecutiva, eguagliando così Alain Prost e Sebastian Vettel. Nella penultima gara della stagione in Qatar vince la sua nona gara stagionale, mentre ad Abu Dhabi coglie un sesto posto, complice un contatto al via con Piastri, chiudendo così la stagione con 437 punti.

##### 2025
Inizia la stagione con una vettura meno competitiva e performante della rivale McLaren, venendo identificato dagli addetti ai lavori quale possibile outsider nella lotta al titolo. Nella gara inaugurale in Australia arriva secondo dietro a Norris, perdendo la vetta del mondiale piloti che occupava ininterrottamente dal Gran Premio di Spagna 2022. Successivamente arriva quarto in Cina dopo il terzo posto nella Sprint, mentre in Giappone è dominatore incontrastato del weekend; dopo essere partito dalla pole position vince la gara sopravanzando i due piloti della McLaren. In Bahrein termina la gara in sesta posizione mentre nelle successive due gare conquista entrambe le pole position, una in Arabia Saudita dove ha chiuso secondo dopo un contatto con Piastri ad inizio gara, ed una a Miami dove termina quarto. Ritorna poi alla vittoria ad Imola mentre nella successiva gara a Monaco arriva quarto dopo aver tentato una strategia con l'obbligatoria doppia sosta, non andata poi a buon fine.
In Spagna la sua strategia non ripaga, negli ultimi giri si verifica una safety car che lo porta a subire gli attacchi di Leclerc e Russell per il podio, proprio contro l'inglese ha un contatto che lo porta a ricevere una penalità di 10 secondi, terminando la gara al decimo posto, suo peggior piazzamento in gara dal Gran Premio d'Italia 2017. Segue poi un secondo posto in Canada mentre in Austria è coinvolto in un contatto al via con Andrea Kimi Antonelli che lo costringe al ritiro; in Gran Bretagna riesce a tornare in pole, grazie ad un assetto particolarmente scarico della sua vettura, in gara però chiude quinto. In Belgio vince la Sprint al sabato davanti alle 2 McLaren per poi lottare contro Leclerc per la terza posizione, andata poi ad appannaggio del monegasco; nell'ultima gara prima della pausa estiva in Ungheria si ritrova nuovamente in difficoltà, chiudendo la gara in nona posizione.

## Risultati

### Riepilogo
| Stagione | Serie                 | Team                  | Gare | Vittorie | Pole | Gpv | Podi | Punti | Pos. |
| -------- | --------------------- | --------------------- | ---- | -------- | ---- | --- | ---- | ----- | ---- |
| 2014     | Florida Winter Series | N.D.                  | 12   | 0        | 3    | 3   | 5    | N.D.  | 3º   |
| 2014     | F3 europea            | Van Amersfoort Racing | 33   | 10       | 7    | 7   | 16   | 411   | 3º   |
| 2014     | Gran Premio di Macao  | Van Amersfoort Racing | 1    | 0        | 0    | 1   | 0    | N/A   | 7º   |
| 2014     | Zandvoort Masters     | Motopark              | 1    | 1        | 1    | 0   | 1    | N/A   | 1º   |
| 2015     | Formula 1             | Scuderia Toro Rosso   | 19   | 0        | 0    | 0   | 0    | 49    | 12º  |
| 2016     | Formula 1             | Scuderia Toro Rosso   | 4    | 0        | 0    | 0   | 0    | 204   | 5º   |
| 2016     | Formula 1             | Red Bull Racing       | 17   | 1        | 0    | 1   | 7    | 204   | 5º   |
| 2017     | Formula 1             | Red Bull Racing       | 20   | 2        | 0    | 1   | 4    | 168   | 6º   |
| 2018     | Formula 1             | Red Bull Racing       | 21   | 2        | 0    | 2   | 11   | 249   | 4º   |
| 2019     | Formula 1             | Red Bull Racing       | 21   | 3        | 2    | 3   | 9    | 278   | 3º   |
| 2020     | Formula 1             | Red Bull Racing       | 17   | 2        | 1    | 3   | 11   | 214   | 3º   |
| 2021     | Formula 1             | Red Bull Racing       | 22   | 10       | 10   | 6   | 18   | 395,5 | 1º   |
| 2022     | Formula 1             | Red Bull Racing       | 22   | 15       | 7    | 5   | 17   | 454   | 1º   |
| 2023     | Formula 1             | Red Bull Racing       | 22   | 19       | 12   | 9   | 21   | 575   | 1º   |
| 2024     | Formula 1             | Red Bull Racing       | 24   | 9        | 8    | 3   | 14   | 437   | 1º   |
| 2025     | Formula 1             | Red Bull Racing       | 14   | 2        | 4    | 1   | 5    | 187*  |      |

### Risultati in Formula 3 europea
(legenda) (Le gare in grassetto indicano la pole position) (Le gare in corsivo indicano Gpv)
| Anno | Team                  | 1   | 2   | 3   | 4   | 5   | 6   | 7   | 8   | 9   | 10  | 11  | 12  | 13  | 14  | 15  | 16  | 17  | 18  | 19  | 20  | 21  | 22  | 23  | 24  | 25  | 26  | 27  | 28  | 29  | 30  | 31  | 32  | 33  | Punti | Pos. |
| ---- | --------------------- | --- | --- | --- | --- | --- | --- | --- | --- | --- | --- | --- | --- | --- | --- | --- | --- | --- | --- | --- | --- | --- | --- | --- | --- | --- | --- | --- | --- | --- | --- | --- | --- | --- | ----- | ---- |
| 2014 | Van Amersfoort Racing | SIL | SIL | SIL | HOC | HOC | HOC | PAU | PAU | PAU | HUN | HUN | HUN | SPA | SPA | SPA | NOR | NOR | NOR | MSC | MSC | MSC | RBR | RBR | RBR | NÜR | NÜR | NÜR | IMO | IMO | IMO | HOC | HOC | HOC | 411   | 3º   |
| 2014 | Van Amersfoort Racing | Rit | 5   | 2   | Rit | NP  | 1   | 3   | Rit | Rit | Rit | 16  | 4   | 1   | 1   | 1   | 1   | 1   | 1   | 3   | Rit | 2   | 5   | 4   | 12  | 1   | Rit | 3   | Rit | 2   | 1   | 1   | 5   | 6   | 411   | 3º   |

### Risultati in Formula 1
| 2015 | Scuderia   | Vettura |     |   |     |     |    |     |    |   |     |   |   |    |   |   |    |   |   |   |    |  |  |  |  |  | Punti | Pos. |
| ---- | ---------- | ------- | --- | - | --- | --- | -- | --- | -- | - | --- | - | - | -- | - | - | -- | - | - | - | -- |  |  |  |  |  | ----- | ---- |
| 2015 | Toro Rosso | STR10   | Rit | 7 | 17* | Rit | 11 | Rit | 15 | 8 | Rit | 4 | 8 | 12 | 8 | 9 | 10 | 4 | 9 | 9 | 16 |  |  |  |  |  | 49    | 12º  |

| 2016 | Scuderia            | Vettura    |    |   |   |     |   |     |   |   |   |   |   |   |    |   |   |   |   |     |   |   |   |  |  |  | Punti | Pos. |
| ---- | ------------------- | ---------- | -- | - | - | --- | - | --- | - | - | - | - | - | - | -- | - | - | - | - | --- | - | - | - |  |  |  | ----- | ---- |
| 2016 | Toro Rosso Red Bull | STR11 RB12 | 10 | 6 | 8 | Rit | 1 | Rit | 4 | 8 | 2 | 2 | 5 | 3 | 11 | 7 | 6 | 2 | 2 | Rit | 4 | 3 | 4 |  |  |  | 204   | 5º   |

| 2017 | Scuderia | Vettura |   |   |     |   |     |   |     |     |     |   |   |     |    |     |   |   |   |   |   |   |  |  |  |  | Punti | Pos. |
| ---- | -------- | ------- | - | - | --- | - | --- | - | --- | --- | --- | - | - | --- | -- | --- | - | - | - | - | - | - |  |  |  |  | ----- | ---- |
| 2017 | Red Bull | RB13    | 5 | 3 | Rit | 5 | Rit | 5 | Rit | Rit | Rit | 4 | 5 | Rit | 10 | Rit | 1 | 2 | 4 | 1 | 5 | 5 |  |  |  |  | 168   | 6º   |

| 2018 | Scuderia | Vettura |   |     |   |     |   |   |   |   |   |     |   |     |   |   |   |   |   |   |   |   |   |  |  |  | Punti | Pos. |
| ---- | -------- | ------- | - | --- | - | --- | - | - | - | - | - | --- | - | --- | - | - | - | - | - | - | - | - | - |  |  |  | ----- | ---- |
| 2018 | Red Bull | RB14    | 6 | Rit | 5 | Rit | 3 | 9 | 3 | 2 | 1 | 15* | 4 | Rit | 3 | 5 | 2 | 5 | 3 | 2 | 1 | 2 | 3 |  |  |  | 249   | 4º   |

| 2019 | Scuderia | Vettura |   |   |   |   |   |   |   |   |   |   |   |   |     |   |   |   |     |   |   |   |   |  |  |  | Punti | Pos. |
| ---- | -------- | ------- | - | - | - | - | - | - | - | - | - | - | - | - | --- | - | - | - | --- | - | - | - | - |  |  |  | ----- | ---- |
| 2019 | Red Bull | RB15    | 3 | 4 | 4 | 4 | 3 | 4 | 5 | 4 | 1 | 5 | 1 | 2 | Rit | 8 | 3 | 4 | Rit | 6 | 3 | 1 | 2 |  |  |  | 278   | 3º   |

| 2020 | Scuderia | Vettura |     |   |   |   |   |   |   |     |     |   |   |   |     |   |   |     |   |  |  |  |  |  |  |  | Punti | Pos. |
| ---- | -------- | ------- | --- | - | - | - | - | - | - | --- | --- | - | - | - | --- | - | - | --- | - |  |  |  |  |  |  |  | ----- | ---- |
| 2020 | Red Bull | RB16    | Rit | 3 | 2 | 2 | 1 | 2 | 3 | Rit | Rit | 2 | 2 | 3 | Rit | 6 | 2 | Rit | 1 |  |  |  |  |  |  |  | 214   | 3º   |

| 2021 | Scuderia | Vettura |   |   |   |   |   |     |   |   |   |      |   |    |   |      |   |   |   |   |   |   |   |   |  |  | Punti | Pos. |
| ---- | -------- | ------- | - | - | - | - | - | --- | - | - | - | ---- | - | -- | - | ---- | - | - | - | - | - | - | - | - |  |  | ----- | ---- |
| 2021 | Red Bull | RB16B   | 2 | 1 | 2 | 2 | 1 | 18* | 1 | 1 | 1 | Rit1 | 9 | 1‡ | 1 | Rit2 | 2 | 2 | 1 | 1 | 2 | 2 | 2 | 1 |  |  | 395,5 | 1º   |

| 2022 | Scuderia | Vettura |     |   |     |   |   |   |   |   |   |   |    |   |   |   |   |   |   |   |   |   |    |   |  |  | Punti | Pos. |
| ---- | -------- | ------- | --- | - | --- | - | - | - | - | - | - | - | -- | - | - | - | - | - | - | - | - | - | -- | - |  |  | ----- | ---- |
| 2022 | Red Bull | RB18    | 19* | 1 | Rit | 1 | 1 | 1 | 3 | 1 | 1 | 7 | 21 | 1 | 1 | 1 | 1 | 1 | 7 | 1 | 1 | 1 | 64 | 1 |  |  | 454   | 1º   |

| 2023 | Scuderia | Vettura |   |   |   |    |   |   |   |   |   |   |   |   |   |   |   |   |    |   |   |   |   |   |  |  | Punti | Pos. |
| ---- | -------- | ------- | - | - | - | -- | - | - | - | - | - | - | - | - | - | - | - | - | -- | - | - | - | - | - |  |  | ----- | ---- |
| 2023 | Red Bull | RB19    | 1 | 2 | 1 | 23 | 1 | 1 | 1 | 1 | 1 | 1 | 1 | 1 | 1 | 1 | 5 | 1 | 12 | 1 | 1 | 1 | 1 | 1 |  |  | 575   | 1º   |

| 2024 | Scuderia | Vettura |   |   |     |   |   |    |   |   |   |   |    |   |   |   |   |   |   |   |    |   |    |   |    |   | Punti | Pos. |
| ---- | -------- | ------- | - | - | --- | - | - | -- | - | - | - | - | -- | - | - | - | - | - | - | - | -- | - | -- | - | -- | - | ----- | ---- |
| 2024 | Red Bull | RB20    | 1 | 1 | Rit | 1 | 1 | 21 | 1 | 6 | 1 | 1 | 51 | 2 | 5 | 4 | 2 | 6 | 5 | 2 | 31 | 6 | 14 | 5 | 18 | 6 | 437   | 1º   |

| 2025 | Scuderia | Vettura |   |    |   |   |   |   |   |   |    |   |     |   |    |   |  |  |  |  |  |  |  |  |  |  | Punti | Pos. |
| ---- | -------- | ------- | - | -- | - | - | - | - | - | - | -- | - | --- | - | -- | - |  |  |  |  |  |  |  |  |  |  | ----- | ---- |
| 2025 | Red Bull | RB21    | 2 | 43 | 1 | 6 | 2 | 4 | 1 | 4 | 10 | 2 | Rit | 5 | 41 | 9 |  |  |  |  |  |  |  |  |  |  | 187   |      |

| Legenda | 1º posto     | 2º posto | 3º posto    | A punti         | Senza punti/Non class.  | Grassetto – Pole position Corsivo – Giro più veloce Apice – Risultato Sprint (A punti) |
| Legenda | Squalificato | Ritirato | Non partito | Non qualificato | Solo prove/Terzo pilota | Grassetto – Pole position Corsivo – Giro più veloce Apice – Risultato Sprint (A punti) |

* Non ha terminato, ma è stato classificato in quanto aveva completato più del 90% della distanza di gara.
‡ Metà punti assegnati dopo il completamento di meno del 75% della distanza di gara.

## Record in Formula 1
| Record                                                                  | Numero/Data                                                           |
| ----------------------------------------------------------------------- | --------------------------------------------------------------------- |
| Pilota più giovane al via di un Gran Premio                             | 17 anni, 5 mesi e 15 giorni (Gran Premio d'Australia 2015)            |
| Pilota più giovane a punti                                              | 17 anni, 5 mesi e 29 giorni (Gran Premio della Malesia 2015)          |
| Pilota più giovane a concludere un Gran Premio                          | 17 anni, 5 mesi e 29 giorni (Gran Premio della Malesia 2015)          |
| Vincitore più giovane                                                   | 18 anni, 7 mesi e 15 giorni (Gran Premio di Spagna 2016)              |
| Pilota più giovane a podio                                              | 18 anni, 7 mesi e 15 giorni (Gran Premio di Spagna 2016)              |
| Pilota più giovane a firmare un Grand Chelem                            | 23 anni e 277 giorni (Gran Premio d'Austria 2021)                     |
| Maggior numero di podi in una stagione                                  | 21 (2023)                                                             |
| Maggior numero di vittorie in una stagione                              | 19 (2023)                                                             |
| Maggior numero di punti in una stagione                                 | 575 (2023)                                                            |
| Maggior numero di vittorie consecutive                                  | 10 (Miami 2023–Italia 2023)                                           |
| Maggior numero di vittorie partendo dalla pole position in una stagione | 12 (2023)                                                             |
| Maggior numero di hat trick nella stessa stagione                       | 6 (2023)                                                              |
| Maggior numero di giri in testa in una stagione                         | 1003 (2023)                                                           |
| Percentuale di vittorie in una stagione                                 | 86,3% (2023)                                                          |
| Maggior vantaggio sul secondo                                           | 290 punti (2023)                                                      |
| Percentuale di punti sui totali in una stagione                         | 92,7% (2023)                                                          |
| Gran Premi con almeno un giro in testa in una stagione                  | 20 (2023)                                                             |
| Pole position consecutive dalla prima gara della stagione               | 7 (Bahrein 2024–Emilia-Romagna 2024) a pari merito con Alain Prost    |
| Pole position consecutive                                               | 8 (Abu Dhabi 2023–Emilia-Romagna 2024) a pari merito con Ayrton Senna |

## Riconoscimenti e onorificenze

### Riconoscimenti
- Rookie dell'anno FIA 2015
- Trofeo Pole FIA (2021, 2023, 2024)
- DHL Fastest Lap Award (2022, 2023)